# ENEOSホールディングス
ENEOSホールディングス株式会社（エネオスホールディングス、英: ENEOS Holdings, Inc.）は、東京都千代田区大手町に本社を置く、2010年4月1日に設立されたENEOSグループ（当時はJXグループ）の持株会社。三菱グループに属する。
日経平均株価およびTOPIX Large70、JPX日経インデックス400の構成銘柄の一つ。
ENEOSホールディングスの6つの事業は各部門、各事業セグメントごとに会社を設置し、その傘下にも複数の会社を設置し計651社を有する巨大企業集団。各事業の主要事業会社として、
- ENEOS（石油精製、販売）
- ENEOS Xplora（石油、天然ガス探索）
- JX金属（資源、半導体）
- ENEOSマテリアル（化学、素材、機能材）
- ENEOS Power（電気事業、発電、小売）
- ENEOSリニューアブルエナジー（太陽光、洋上陸上発電、風力発電など再生可能エネルギー）

から構成。

## 概要
石油精製・販売大手の新日本石油株式会社（現・ENEOS株式会社）と新日鉱ホールディングス株式会社（現・JX金属株式会社）が、経営統合を目的として共同で株式移転を実施し、設立された。経営統合の背景には、金融危機による景気後退や環境問題に端を発する石油製品の需要減といった当時の状況があり、規模拡大による生産力・販売力の強化が不可欠と判断されたためである。国内石油卸1位の新日本石油と同6位の新日鉱ホールディングスとの経営統合は、業界内では1999年に日本石油と三菱石油の合併以来約10年ぶりの大型再編であった。両社合わせたガソリンスタンド数は1万3千で2位のエクソンモービル（当時）の2倍以上、燃料油販売量の国内占有率も約34%という圧倒的シェアとなった。また統合後の売上高約12兆円は、国内産業界では日立製作所と肩を並べ、トヨタ自動車や三菱商事などに次ぐ日本有数の大企業誕生となり、石油会社としても世界で売上高第8位を確保した（順位および金額はいずれも当時）。
経営統合に伴う人事では、初代会長に新日石の西尾進路が、初代社長には新日鉱の高萩光紀がそれぞれ就任し、新日石の渡文明会長と新日鉱の清水康行会長は相談役に退いている。2012年6月には、新日鉱出身でJXエネルギー副社長（旧・ジャパンエナジー社長）の松下功夫がHD社長に就任し、新日石出身でJXエネルギー社長の木村康が代表権のあるJXエネルギー会長を兼務する形で、HDの代表権のある会長に就任した。これにより、たすきがけどころか、社長は新日鉱側、会長が新日石側という構図は崩れなかった。これは、経営統合から8年間たった2018年6月に新日石出身でJXエネルギー社長の杉森務がHD社長に就任するまで不変であった。中核の事業3社については、いずれも3代続けて、JXTGエネルギーは会長・社長ともが新日石側、JX石油開発が新日石側、JX金属が新日鉱出身者が就任している。石油会社としては規模的に大きく優っていた新日石と、非鉄金属メーカーから石油事業に進出した来歴を持つ新日鉱で事業部門を棲み分けしつつ、ホールディングスにおいては新日鉱の伝統に若干考慮したトップ配分となっている。また、2018年時点においては、旧三菱石油出身者はホールディングスの役員には一人も就いておらず、新日石誕生時に期待された財閥ブランドの力は、鮎川（日産・日立）財閥の本家でもあった新日鉱との再合併によって希釈される結果となった。こうした当初の、旧日鉱と旧日石が対等に上層部を分かつ初期体制を経て、2020年現在は後者が会長、社長、副社長2を占め、旧日鉱、旧東燃が副社長各1という形となっており、旧日鉱勢力は、創業以来の事業であるJX金属へ収斂の傾向が見られる。
当社は新日本石油の前身会社の一つである三菱石油の流れから三菱グループに属し、三菱金曜会及び三菱広報委員会の会員企業であるとともに、新日鉱ホールディングスの流れから春光グループにも属し、旧日産系（日立・日産系）の会社から構成される春光懇話会の会員企業でもある。
2017年4月1日付で、東燃ゼネラル石油との間で株式交換を実施、同社を完全子会社化した上で、子会社のJXエネルギーが東燃ゼネラルを吸収合併。これに伴い、HDはJXTGホールディングスに、JXエネルギーはJXTGエネルギーに改称された。この統合により、同社は売上高でコノコフィリップスを抜いて世界第6位となり、スーパーメジャーに匹敵する石油会社になる。常勤役員は、2019年4月現在、新日石出身者が社長以下3人（全員が日本石油出身）、新日鉱出身者が会長以下2人、東燃ゼネラル出身者が副社長以下2人となっている。2019年11月28日、定時株主総会（2020年6月開催予定）において社名を「ENEOSホールディングス」に変更することを発表した。併せて中核子会社の「JXTGエネルギー」も「ENEOS」に社名を変更すると共に、エネルギー事業にて用いるグループ名称も「ENEOSグループ」とすることを告知し、2020年6月25日に変更された。
2024年4月1日付で、グループの再編を実施した。ENEOSの実質的事業持株会社体制の解消を発表し、6つの主要事業会社（ENEOS、JX石油開発、JX金属、ENEOSマテリアル、ENEOS Power、ENEOSリニューアブルエナジー）からなるグループ体制へ移行した。

## 業務提携から統合まで
- 2006年 - 新日本石油とジャパンエナジーが開発・精製・物流・燃料電池・技術開発の分野における業務提携を締結。
- 2008年12月4日 - 新日本石油と新日鉱ホールディングスの間で、経営統合の覚書を締結。
- 2009年
  - 10月30日 - 新日本石油と新日鉱ホールディングスの間で、経営統合契約を締結。
  - 12月25日 - 統合後のサービスステーション（ガソリンスタンド）ブランドを新日本石油の「ENEOS」に統一すると発表。
- 2010年
  - 1月27日 - 新日本石油と新日鉱ホールディングスの両社が臨時株主総会開催。
  - 3月29日 - 新日本石油と新日鉱ホールディングスの両社が上場廃止。
  - 4月1日 - 新日本石油と新日鉱ホールディングスが共同株式移転を行い、持株会社「JXホールディングス株式会社」を設立し、株式上場。

## 沿革

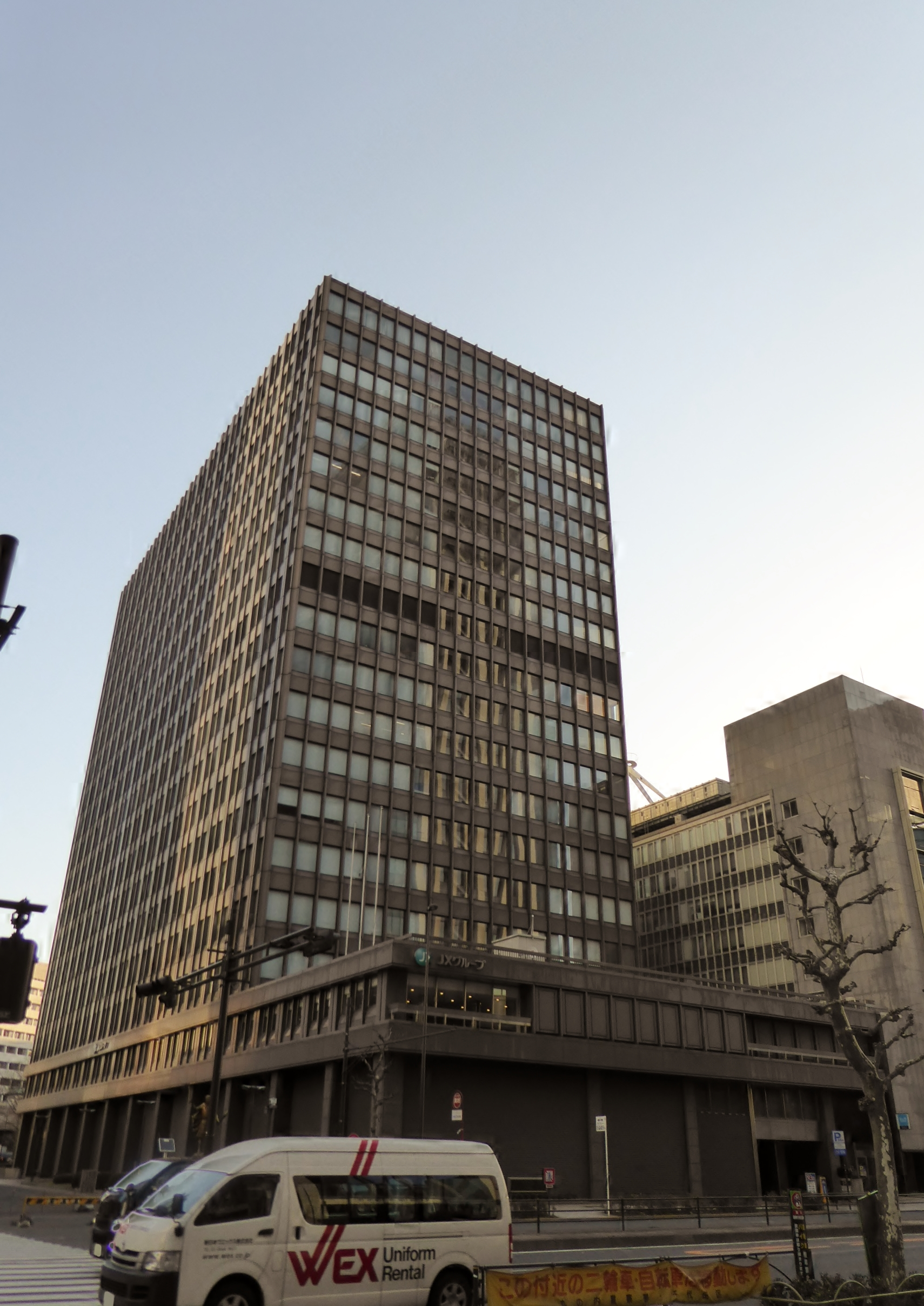
旧本社（JXビル）

- 2010年

 JXホールディングス時代のロゴ
  - 4月1日 - 新日本石油と新日鉱ホールディングスが共同株式移転を行い、「JXホールディングス株式会社」を設立・株式上場。
  - 7月1日 - 傘下の新日本石油・新日鉱ホールディングスおよび両社の子会社を合併・再編し、中核事業会社として「JX日鉱日石エネルギー株式会社」・「JX日鉱日石開発株式会社」・「JX日鉱日石金属株式会社」を発足。
- 2015年12月3日 - 東燃ゼネラル石油との経営統合に関する基本合意書を締結[15]。
- 2016年
  - 1月1日 - 中核事業会社の商号を「JXエネルギー株式会社」・「JX石油開発株式会社」・「JX金属株式会社」に変更。
  - 8月31日 - 東燃ゼネラル石油との経営統合契約を締結。

JXTGホールディングス時代のロゴ
- 2017年4月1日 - JXホールディングスが東燃ゼネラル石油を株式交換により完全子会社化した上で、同時にJXエネルギーが東燃ゼネラル石油を吸収合併。JXホールディングスは「JXTGホールディングス株式会社」に、JXエネルギーは「JXTGエネルギー株式会社」に商号変更[16]。
- 2020年6月25日 - JXTGホールディングスは「ENEOSホールディングス株式会社」に、JXTGエネルギーは「ENEOS株式会社」に商号変更[12]。

## 事業会社
中核事業会社
- ENEOS - 石油精製・販売
- ENEOS Xplora - 石油開発
- JX金属（NMM） - 非鉄金属
- ENEOSマテリアル - 機能材、素材、化学
- ENEOS Power - 電気、都市ガス、インフラ
- ENEOSリニューアブルエナジー - 再生エネルギー

その他のグループ会社

## 企業スポーツ活動及び各賞について
旧新日本石油には社会人野球チームである「新日本石油ENEOS野球部」が、一方の旧ジャパンエナジーには社会人女子バスケットチームの「JOMOサンフラワーズ」があったが、グループ内の組織再編に伴い、社会人野球チームの名称を「JX-ENEOS野球部」に、女子バスケットチームの名称を「JXサンフラワーズ」（2013年4月より「ENEOS」を冠して「JX-ENEOSサンフラワーズ」にそれぞれ改称された。
また、旧ジャパンエナジーが主催してきた創作童話賞「JOMO童話賞」も同様に「JX童話賞」に改称した（2013年3月に「ENEOS」を冠して「JX-ENEOS童話賞」に再改称され、2017年に「JXTG童話賞」へ再々改称）。
さらに、旧ジャパンエナジーが協賛してきた「JOMOウインターカップ」も「JX-ENEOSウインターカップ」として行われることになった。2017年度以降も全国高等学校バスケットボール選手権大会でも協賛している。
一方で、旧東燃ゼネラル石油（旧モービル石油）が主催してきた「東燃ゼネラル児童文化賞」及び「東燃ゼネラル音楽賞」については、それぞれ「JXTG児童文化賞」「JXTG音楽賞」へ改称された。
2020年6月にENEOS株式会社への社名変更を機に、社会人野球チームは「ENEOS野球部」、女子バスケットチームは「ENEOSサンフラワーズ」、創作童話賞は「ENEOS童話賞」、児童文化賞は「ENEOS児童文化賞」、音楽賞は「ENEOS音楽賞」と「ENEOS」を冠した名称に統一・変更された。
なお、企業スポーツ活動・創作童話賞・児童文化賞・音楽賞共に当社が所属会社となり、子会社のENEOSの運営となった。一方、ウインターカップは当社・ENEOSともども特別協賛社となる。このうち「童話賞」「音楽賞」については、メセナ活動の見直しに伴い、2022年度末（2023年3月）をもって活動を終了することが発表された。童話賞作品集の書籍の売り上げ収益金を基に児童福祉施設に寄付する「ENEOS奨学助成金制度」については、今後も別の形で実施していくとしている

## 不祥事
- 2022年8月、会長兼グループCEOの杉森務が沖縄の高級クラブでホステスに対して性加害行為を働いて全治2週間の怪我を負わせ、辞任した[18][19]。当初は「一身上の都合」としていたが、後の調査でENEOSホールディングスもこれを認めた[20]。ENEOSホールディングスによると、被害者から被害の報告を受けた後、齊藤猛社長指揮の下で事実関係の調査を行った結果、杉森が不適切な言動に及んだと判断し、辞任を要求していた[21]。こうした辞任の経緯について、ENEOSホールディングスは被害者のプライバシー保護を理由に公表を控えていた[18][21]。
- 2023年12月、代表取締役社長兼社長執行役員の齊藤が懇親会で酒に酔って女性に抱きつく等の不適切行為を行い、2023年12月19日付けで解任された[22][23]。同席していたコンプライアンス（法令順守）部門の責任者でもあった副社長の谷田部靖も、管理責任を問われ同日付けで辞任した。